# کوین براون (هنرپیشه)
کوین براون (انگلیسی: Kevin Brown؛ زادهٔ ۴ آوریل ۲۰۱۴) یک هنرپیشه اهل ایالات متحده آمریکا است.
از فیلم‌ها یا برنامه‌های تلویزیونی که وی در آن نقش داشته است می‌توان به ۳۰ راک اشاره کرد.